# Mont-Ormel

Mont-Ormel este o comună în departamentul Orne, Franța. În 1 ianuarie 2022 avea o populație de 49 de locuitori.